# 富士宮市民文化会館
富士宮市民文化会館（ふじのみやしみんぶんかかいかん）は、静岡県富士宮市宮町にある富士宮市の多目的ホール。富士宮市振興公社が指定管理者として運営を行っている。富士山本宮浅間大社の西側にあり、富士宮市立中央図書館と隣接している。
1979年12月5日に起工、1981年3月25日に竣工、同年6月1日に開館した。鉄骨鉄筋コンクリート造、地上3階・地下1階の構造で、1,218席の大ホールのほか、小ホール、展示室、和室、練習室などを有する。大ホールの音響設計は永田音響設計による。

## 設備
| 年度     | 利用件数 | 利用者数 |
| -------- | -------- | -------- |
| 2010年度 | 111      | 35,799   |
| 2011年度 | 192      | 69,007   |
| 2012年度 | 214      | 78,229   |
| 2013年度 | 187      | 69,183   |
| 2014年度 | 179      | 63,002   |

- 大ホール（固定席1,218席、身障者席6席、母子席あり、楽屋4室）
- 小ホール（椅子のみ400名、机・椅子240名、楽屋2室）
- 展示室（3室）
  - 展示室1（35名）
  - 展示室2（50名）
  - 展示室3（80名）
- 和室（2室）
  - 和室1（20名）
  - 和室2（20名）
- 練習室（3室）
  - 練習室1（50名）
  - 練習室2（30名）
  - 練習室3（30名）
- 喫茶室「コトノネ カフェ」

## 耐震性と地震の影響
1981年竣工のため設計は旧耐震基準であるが、富士宮市の公共施設長寿命化計画においては、耐震ランクIb（IS値1.0以上）とされている。
2011年3月11日に発生した東北地方太平洋沖地震では震度4、その4日後に発生した静岡県東部地震では震度6強の揺れを受けた。この地震により、1階の外壁3箇所にひび割れが確認されたほか、舞台への通路の天井が一部剥落した。大ホールの吊り天井は、2005年度の国土交通省通知により2009年から耐震改修に着手しており、改修工事の竣工直後であった。耐震改修では、最大長さ9 mの丸鋼吊りボルトで支持されていた既存の吊り天井を撤去、耐震性の高い天井を新設した。新たに設けた天井は、周囲に壁との間隙が設けられたほか、天井の懐の深い部分については軽量鉄骨による受け材を新設して吊りボルトの長さを2 m以下に短縮、平面は懐の深さに応じて長辺方向に4分割され、それぞれ固有周期を計算して躯体と共振しないよう調整された。音響性能に配慮して、断面は既存の天井と同一とされ、スリット部分は塩ビシートのカバーで塞がれている。施工に当たっては、新築時に音響設計を行った永田音響設計の確認も受けている。
そのため2024年4月から2年間長期休館予定